# ラギッド島
ラギッド島(ラギッドとう、Rugged Island)は、長さ4.8km、幅1.6kmのサウス・シェトランド諸島にある島である。リヴィングストン島の西に位置する。面積は10.4km2である。最高峰は、海抜標高256mのサン・ステファノ山である。ラギッド島は、1820年頃からアメリカとイギリスのアザラシ猟の場として知られており、その名前は100年以上、国際的に用いられている。
ブエノスアイレスでイギリス人の商人が借り、ジョセフ・ヘリングが船長を務めたアザラシ猟船Espirito Santo号が1819年に初めてこの島を訪れた。船は、今日ではヘルシリア湾として知られている北海岸の湾に着き、1819年のクリスマスの日にイギリス人の船員が上陸し、この島をジョージ3世のものにすると宣言した。Espirito Santo号は、1820年1月23日にジェームズ・シェフィールドが船長を務めるアメリカ合衆国の帆船Hersilia号と合流した。この船は、初めてサウス・シェトランド諸島を訪れたアメリカ合衆国のアザラシ猟船であった。この出来事は、船長のヘリングにより、1820年7月にImperial Magazineで公表された。

## 地図
- L.L. Ivanov et al., Antarctica: Livingston Island and Greenwich Island, South Shetland Islands, 1:100000 , Antarctic Place-names Commission of Bulgaria, Sofia, 2005.